# Micro-modélisme
Le micro-modélisme est un loisir qui s'apparente au modélisme et qui se consacre à la conception, la fabrication et le pilotage de modèles réduits de très petite taille. Les objets les plus accomplis ont une masse ne dépassant pas quelques grammes et ne mesurent que quelques centimètres de longueur. Bien souvent, on qualifie de micro-modèles les objets qui peuvent tenir dans une seule main et qui ont un système de moteur leur permettant de se mouvoir de façon autonome. Le micro-modélisme se distingue donc en ce sens des maquettes, qui restent statiques.
Contrairement aux maquettes, dont le but est de reproduire le plus fidèlement possible tous les détails d'un objet (généralement un moyen de transport) sans qu'il puisse se déplacer par ses propres moyens (à l'exception des modèles réduits de bateaux), le micro-modélisme met l'emphase sur le fonctionnement réel de l'appareil.

## Modes de contrôle
On distingue habituellement trois types de contrôle :
- La commande par liaison filaire ;
- La télécommande infrarouge ;
- La télécommande radio, ou radiocommande.

### La commande par liaison filaire
L'appareil est relié à son dispositif de contrôle par une connexion filaire (filoguidage). Ce mode de contrôle tend à disparaître de plus en plus, car la présence du fil empêche la réalisation de bien des figures.

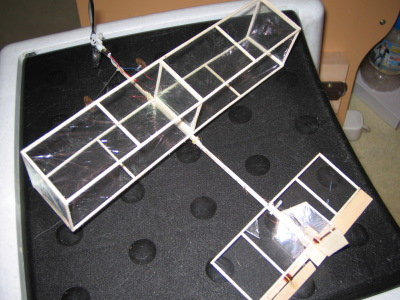
Réalisé d'après un plan de modèle pour moteur caoutchouc, aux dimensions plus réduite, envergure 22 cm, télécommande infrarouge trois voies (on remarque le volet de profondeur).

### La télécommande infrarouge
Ce mode de télécommande est particulier au vol intérieur (indoor) et la portée peut atteindre la longueur d'un gymnase (30 m), ce qui est largement suffisant pour un micro-avion de 3 g et de 15 cm d'envergure (limite de visibilité).
L'émetteur infrarouge

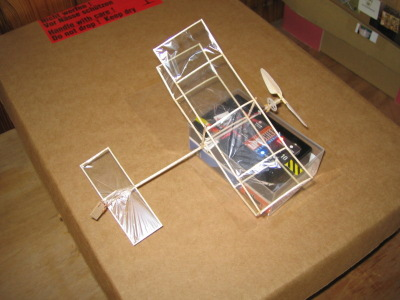
Square 5.5, micro-avion de moins de 2 g, réalisé d'après un plan de Billy Stiltner. Envergure de 5.5 pouces (14 cm).

Voici un émetteur de construction amateur. Il se compose d'un circuit électronique avec un microcontrôleur, un joystick et d'une batterie Li-Po de deux éléments :
Le récepteur infrarouge

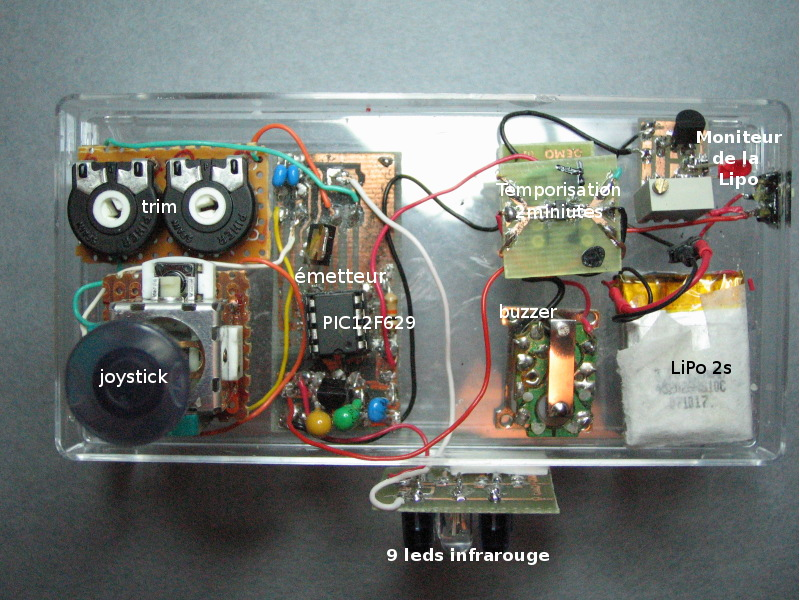
Émetteur infrarouge de démonstration et de construction amateur.

Ce récepteur est d'une assez grande taille, pour être réalisé par une personne non spécialiste. on remarquera le microcontrôleur qui est un PIC10F200. La plupart des composants sont très faciles à trouver en France, ce sont tous des CMS, dont l'avantage est la petite taille et le poids très réduit.

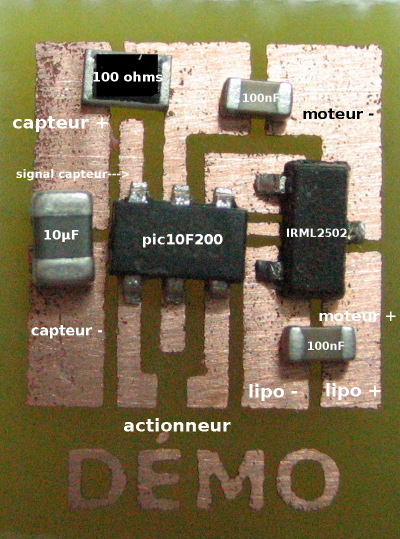
Implantation des composants du récepteur infrarouge pour micro-avion.

Les composants sont soudés sur le circuit, on remarquera le capteur infrarouge à gauche.

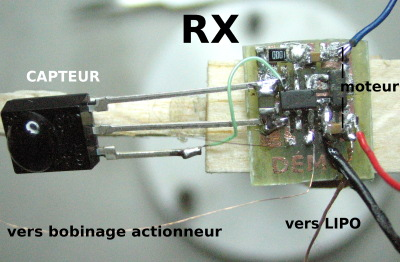
Le récepteur monté sur la maquette : il fonctionne !

### La radiocommande
La radiocommande est de loin le mode de contrôle le plus sophistiqué et le mieux adapté au micro-modélisme. Il fonctionne sur des fréquences variées, mais il est toutefois nécessaire de s'assurer qu'aucun autre micro-modèle ou modèle réduit n'utilise la même fréquence, sinon des conflits risquent de survenir allant jusqu'à créer des incidents ou accidents.

## Le micro-modélisme en aviation
Le micro-modélisme d'aviation est encore appelé micro-aviation. De toutes les disciplines du micro-modélisme, c'est la micro-aviation qui fournit les effets les plus spectaculaires et les plus grands « challenges ».

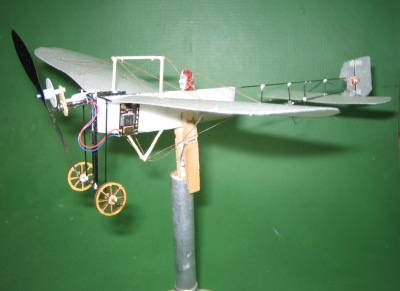
Blériot XI, type « traversée de la Manche », 3.5 g, construction carbone et polystyrène, radio 868 MHz.

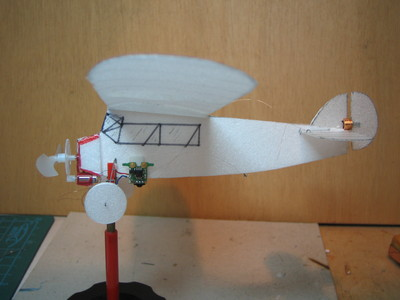
Renard R17, d'après un plan « cacahuète » de B. Delhalle, envergure 20 cm, poids 4 g.

On distingue trois catégories de micro-aviations :

### Micro-hélicoptères
On retrouve les répliques des hélicoptères suivants :
- Le Micro Hughes 300 FAIRY : un 2 axes qui permet, par sa taille microscopique et sa stabilité de vol, d'évoluer dans les espaces les plus réduits. Le design est particulièrement réussi ;
- Micro-hélicoptère Boeing CH-47 Chinook 2 axes R/C : Jolie réplique du Boeing CH-47 Chinook. Ce micro-hélicoptère est un 2 axes (Montée/Descente, Gauche/Droite). Son système gyroscopique en vol lui confère une stabilité parfaite ;
- Micro-hélicoptère R/C 2 axes type Picoo Z : Le plus petit et le plus léger hélicoptère R/C au monde (17 cm de long, poids inférieur à 10 g). Hélicoptère très stable grâce à son nouveau système gyroscopique breveté ;
- Micro-hélicoptère R/C 3 axes AMAZING MICRO 3D APACHE : Un 3 axes (montée/descente, rotation gauche/droite, translation avant/arrière). Il s'agit là d'un modèle principalement destiné aux vols d'intérieur.

### Micro-avions
On retrouve les avions suivants :

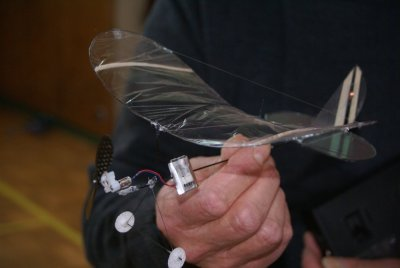
Sorta MONO, d'après Martin Newell. Envergure de 20 cm et poids de 5 g. Moteur : DIDEL 4 mm, réducteur de 5 : 1 et accu : 20 mAH Li-Po. Radio : Plantraco 868 MHz, construction en jonc de carbone.

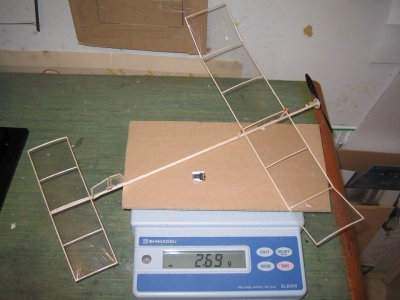
A6, micro-avion de moins de 3 g à télécommande infrarouge.

- Micro Plane R/C bimoteur 2 axes : Avec ses 6,8 grammes, il permet par sa taille microscopique et sa lenteur de vol d'évoluer dans les espaces les plus réduits. Pratiquement incassable, il convient aux plus jeunes ;
- Micro avion « Mini Bee Plane » 2 axes : Avion bimoteur très vif. En vol d'intérieur ou extérieur sans vent, il est capable d'évoluer dans les espaces les plus réduits. Pilotage 2 axes par action différentielle des deux moteurs.

### Mini-motoplaneurs
Les mini-motoplaneurs sont des planeurs munis d'un moteur électrique. Ils ont des portées habituellement suffisantes pour qu’il soit possible de couper le moteur en altitude et de poursuivre le vol en plané :
- Mini motoplaneur 3 axes R/C glider : 107 cm d'envergure, portée de 300 mètres ;
- Mini motoplaneur Easy fly R/C AIRPLANE 2 axes : 105 cm d'envergure, portée de 150 mètres ;
- Mini motoplaneur Humming R/C 2 axes : 94 cm d'envergure, portée de 150 mètres ;
- Mini motoplaneur Orange R/C 2 axes : 155 cm d'envergure, portée de 500 mètres.

### Micro-avions R/C échelle «pistachio»
L'échelle « pistachio » (avion dont l'envergure ne dépasse pas 20 cm, soit 8 pouces) est une catégorie déjà connue en vol libre à propulsion élastique. Nous avons ici à faire à des modèles à propulsion électrique et télécommandés en infrarouge.

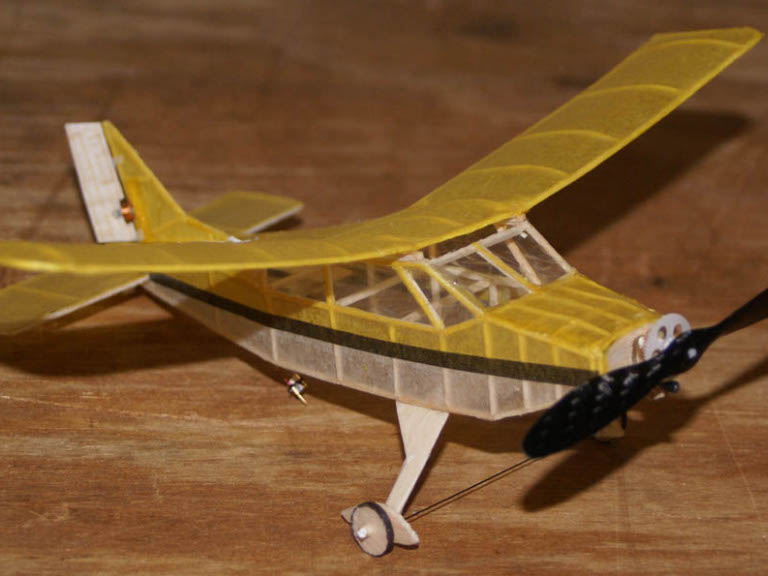
Modèle à l'échelle pistachio d'un BD4, d'une envergure de 8 pouces et d'un poids de 4 g.

Ce BD4 à l'échelle pistachio a une envergure de 20 cm pour un poids poids de 4 g. Il est propulsé par un moteur Didel MK04S-10 4 x 8 mm Pager 10 ohms. La télécommande est de construction amateur d'après un schéma de K. Tanaka. Le plan est d'Andy Mitas.

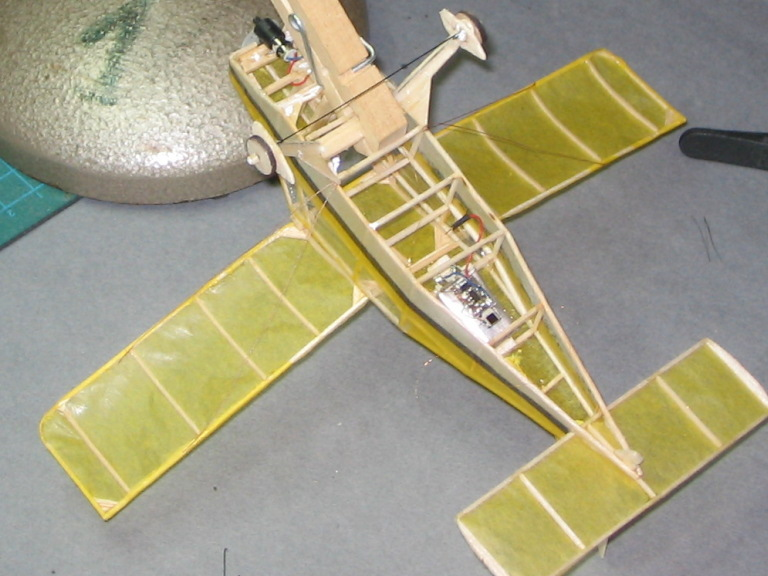
Vue de dessous d'un modèle à l'échelle pistachio d'un BD4.

Le fond du modèle n'est généralement pas entoilé, pour permettre un accès plus facile à l'électronique (les fils du bobinage font 0,03 mm !). On remarquera en haut le moteur Pager et son réducteur. Plus bas, vers l'empennage se trouve l'accu Li-Po sur lequel est collé le récepteur infrarouge.

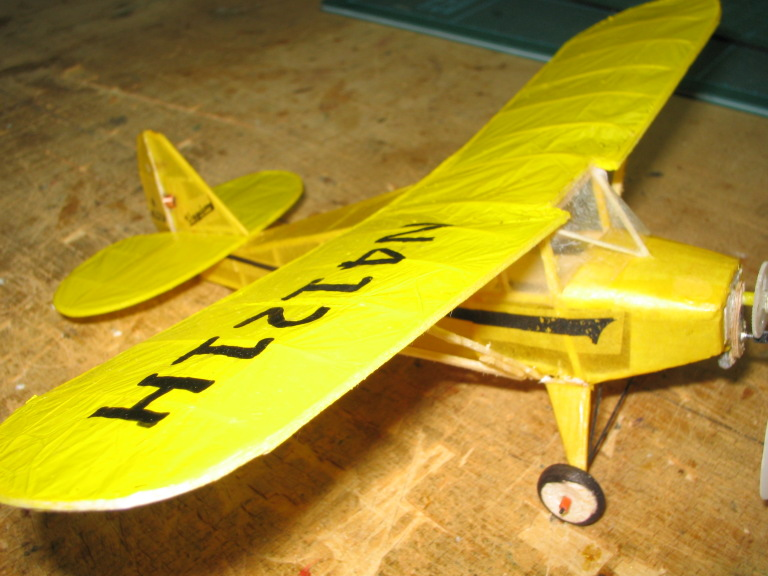
Modèle à l'échelle pistachio d'un Piper Vagabond, d'une envergure de 8 pouces et d'un poids de 3.6 g.

Ce modèle du Piper Vagabond a son plan publié dans une revue de Bill Hannan. Le fuselage est entoilé au papier japon Esaki. Les ailes sont recouvertes de mylar et coloré en jaune avec un aérographe. Les immatriculations sont faites avec des décalcomanies en support de mylar.

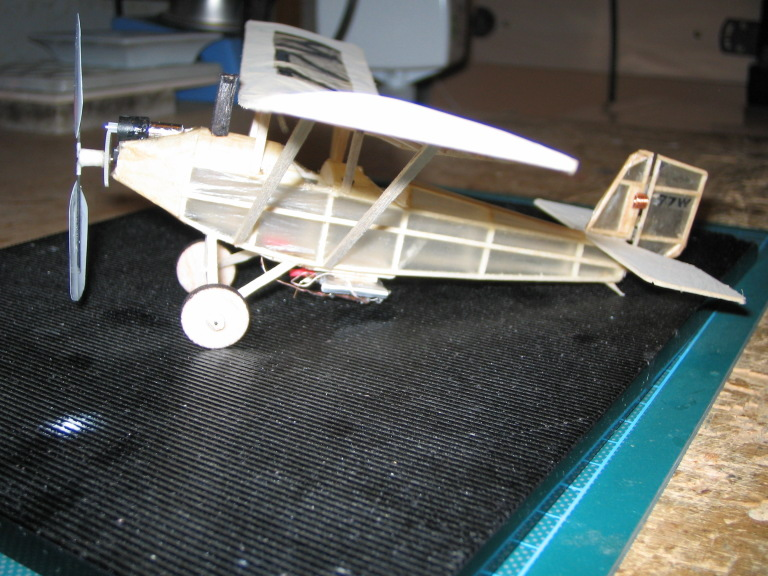
, d'après un plan de Bob Peck. Il est à l'échelle pistachio, c'est-à-dire que son envergure est de 8 pouces (20 cm). Son poids est de 4 g.

Ce micro-avion est un modèle d'inspiration « âge d'or » de l'aviation. Le Pietenpol Air Camper (en) fut l'un des premiers avions avion de construction amateur (1928). Le fuselage est entoilé au papier à condensateurs et les ailes sont couvertes par du mylar passé à la peinture « vieille toile » à l'aide d'un aérographe. On voit le récepteur et l'accu collés sous le fuselage.

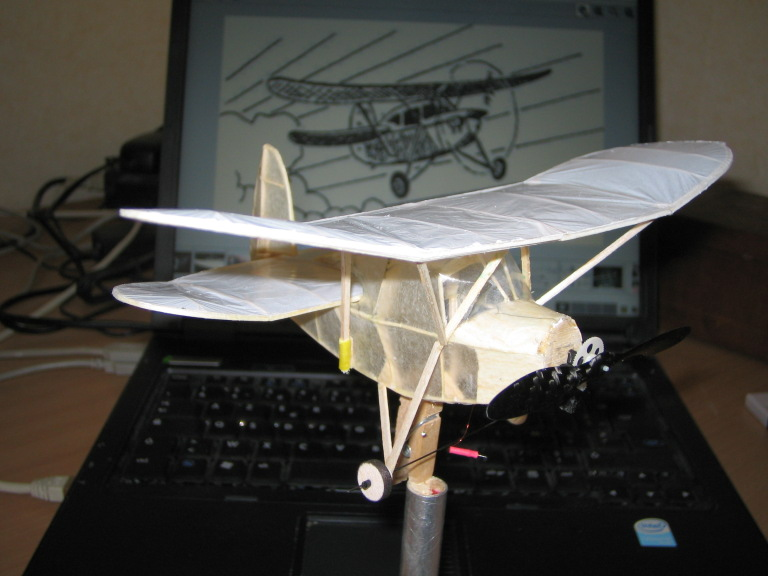
Mignet HM210 à l'échelle pistachio d'après un plan d'Emmanuel Fillon, poids 4.5 g.

Cet avion, HM210, est une variante du « Pou-du-ciel » d'Henri Mignet. La construction présente quelques difficultés, surtout pour le fuselage. Pour le vol, il faut bien soigner les réglages, surtout le piqueur et l'anticouple de l'hélice. Le fuselage est entoilé au papier japon blanc et les ailes au mylar peint en blanc.

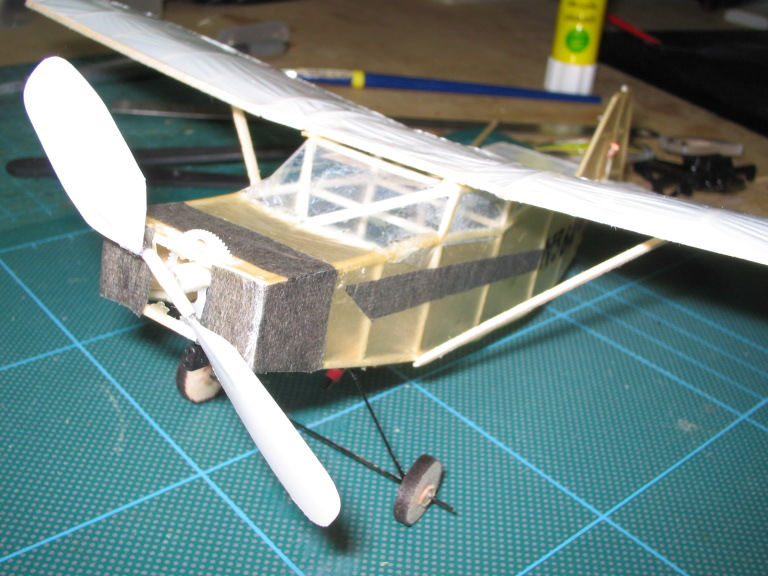
Modèle à l'échelle pistachio d'un, d'une envergure de 8 pouces et d'un poids de 4.5 g.

C'est un modèle vraiment facile à réaliser et d'un vol sûr et agréable. Pour une fois, le moteur est presque entièrement dissimulé par le capot. L'hélice blanche est de construction personnelle, à partir d'un gobelet en plastique.